# Шахар Пер
Шахар Пер (хебр. שחר פאר‎, ИПА:ˈʃaχaʁ peˈʔeʁ; рођ. 1. маја 1987, Јерусалим Израел), је професионална израелска тенисерка.
Почела је да игра тенис у са пет година а са четрнаест је играла на ИТФ турнирима. Професионално игра од 2004..
Освојила је 4 ИТФ турнира појединачно и 3 у игри парова; 3 ВТА турнира појединачно и 3 у игри парова.
Као члан репрезентације Израела наступа у Фед купу од 2002 — 2005. и 2007 — 2008. године.

### Пласман на ВТА листи на крају сезоне
| Година  | 2002 | 2003 | 2004 | 2005 | 2006 | 2007 |
| Пласман | 832  | 709  | 183  | 45   | 20   | 17   |

## Резултати Шахар Пер

### Победе у финалу појединачно (3)
| Бр. | Датум            | Турнир                 | Катего- рија | Наградни фонд $ | Подлога     | Противница         | Резултат         |
| --- | ---------------- | ---------------------- | ------------ | --------------- | ----------- | ------------------ | ---------------- |
| 1.  | 6. фебруар 2006. | Патаја опен, Патаја    |              | 170.000         | Тврда (от.) | Јелена Костанић    | 6-3, 6-1         |
| 2.  | 8. мај 2006.     | Праг опен, Праг        |              | 145.000         | Земља (от.) | Саманта Стосур     | 4-6, 6-2, 6-1    |
| 3.  | 22. мај 2006.    | Истанбул куп, Истанбул |              | 200.000         | Земља (от.) | Анастасија Мискина | 1-6, 6-3, 7-6(3) |

### Порази у финалу појединачно (1)
|    | Датум             | име и место турнира | Кат. | ($)     | Терен        | Противник      | Резултат |
| -- | ----------------- | ------------------- | ---- | ------- | ------------ | -------------- | -------- |
| 1. | 19. фебруар 2007. | Мемфис САД          |      | 175.000 | Тврда (зат.) | Винус Вилијамс | 6-1, 6-1 |

### Победе у игри парова (3)
| Бр. | Датум         | Турнир                            | Катего- рија | Наградни фонд $ | Подлога     | Партнерка          | Противници                  | Резултат    |
| --- | ------------- | --------------------------------- | ------------ | --------------- | ----------- | ------------------ | --------------------------- | ----------- |
| 1.  | 8. мај 2006.  | Праг опен, Праг                   | IV           | 145.000         | Земља (от.) | Марион Бартоли     | Ешли Харклроуд Бетани Матек | 6-4, 6-4    |
| 2.  | 25. јул 2006. | Станфорд, САД                     |              | 600.000         | Тврда (от.) | Ана Лена Гренефелд | М. Е. Камерин Жисела Дулко  | 6-1, 6-4    |
| 3.  | 23. јул 2007. | Bank of the West Класик, Станфорд |              | 600000          | Тврда (от.) | Сања Мирза         | В. Азаренка Ана Чакветадзе  | 6-4, 7-6(5) |

### Порази у финалу у игри парова (2)
| Бр. | Датум    | Турнир                                 | Катего- рија | Наградни финд $ | Подлога      | Противници                  | Партнерка   | Резултат      |
| --- | -------- | -------------------------------------- | ------------ | --------------- | ------------ | --------------------------- | ----------- | ------------- |
| 1.  | 24/09/07 | Турнир у Луксембургу, Луксембург       |              | 600000          | Тврда (зат.) | И. Бенешова Ј. Хусарова     | В. Азаренка | 6-4, 6-2      |
| 2,  | 14/01/08 | Отворено првенство Аустралије, Мелбурн | Гренд слем   | 600000          | Тврда (зат.) | А. Бондаренко К. Бондаренко | В. Азаренка | 2-6, 6-1, 6-4 |

## Учешћа наГренд слемтурнирима

### Појединачно
| Година | Аустралија опен | Аустралија опен | Ролан Гарос | Ролан Гарос        | Вимблдон | Вимблдон       | Ју-Ес опен   | Ју-Ес опен     |
| 2005.  | -               | -               | 3. коло     | Нађа Петрова       | 2. коло  | Д. Хантухова   | 3. коло      | Марија Кабчи   |
| 2006.  | 1. коло         | Шинобу Асагое   | 4. коло     | Мартина Хингис     | 2. коло  | Пенг Шуај      | 4. коло      | Жистин Енен    |
| 2007.  | четвртфинале    | Серена Вилијамс | 4. коло     | Светлана Кузњецова | 3. коло  | Марион Бартоли | четвртфинале | Ана Чакветадзе |
| 2008.  | 3. коло         | Ј. Дементјева   | 1. коло     | Саманта Стосур     | 4. коло  | Ј. Дементјева  | -            | -              |

### У игри парова
| Година | Аустралијан опен          | Аустралијан опен                     | Ролан Гарос            | Ролан Гарос                    | Вимблдон                 | Вимблдон                               | Ју-Ес опен             | Ју-Ес опен                   |
| 2005.  | -                         | -                                    | -                      | -                              | 1/4 финале Вера Душевина | Ана Лена Гренефелд Мартина Навратилова | 2. коло Вера Душевина  | Лиса Рејмонд Саманта Стосур  |
| 2006.  | 1. коло Вера Душевина     | Вирхинија Руано Паскуал Паола Суарез | 3. коло Марион Бартоли | Данијела Хантухова Ај Сугијама | 2. коло Марион Бартоли   | Вирхинија Руано Паскуал Паола Суарез   | 2. коло Марион Бартоли | Шинобу Асагое Акико Моригами |
| 2007.  | 1. коло Марион Бартоли    | Татјана Гарбин Роберта Винчи         | 3. коло Динара Сафина  | Катарина Среботник Ај Сугијама | 3. коло Сања Мирза       | Лиса Рејмонд Саманта Стосур            | 3. коло Татјана Гарбин | Натали Деши Динара Сафина    |
| 2008.  | Финале Викторија Азаренка | Аљона Бондаренко Катарина Бондаренко | -                      | -                              | -                        | -                                      | -                      | -                            |

### Учешће уФед купу
Детаљи: (језик: енглески) fedcup.com